# クロンパック県
クロンパック県（クロンパックけん、ベトナム語：Huyện Krông Pắc?）は、ベトナム社会主義共和国ダクラク省の県。面積は625.81 km²、人口は207,226人（2018年）である。

## 行政区画
1市鎮15社から構成される。